# Хоккенхаймринг
Хоккенхаймринг (нем. Hockenheimring Baden-Württemberg) — гоночная трасса, расположенная рядом с городом Хоккенхайм, федеральная земля Баден-Вюртемберг, Германия. Используется для проведения Гран-при Германии чемпионата Формулы-1 с 1970 года. В 2007, 2009 и 2011 годах гонка на этой трассе не проводилась, также как и в последующем через каждый год, так как принято решение чередовать проведение Гран-при Германии на трассах Нюрбургринг и Хоккенхаймринг (на сложившуюся ситуацию не повлиял и в том числе отказ руководства Нюрбургринга от проведения этапа Гран-при Ф1 после 2013 года). 29 августа 2018 года, сообщили что, в три года подряд гонка будет проходить на этой трассе. То есть, в 2018, 2019, и 2020 году.

## История
Хоккенхаймринг был построен в 1932 году с использованием лесных дорог, как альтернатива трассе Wildpark в Карлсруэ. В 1936 году трасса начала использоваться, как тестовая для Mercedes-Benz и Auto Union. В 1938 автодром переименовали в Kurpfalzring, и такое название просуществовало до 1947 года. После войны, на трассе начали проводиться этапы мотоциклетных гонок.
Первоначальная конфигурация трассы была длиной около восьми километров и состояла из двух протяженных прямых с длинным поворотом Ostkurve (Восточный) в лесу и развороте внутри Хоккенхайма.

В 1965 году новая автодорога Autobahn A6 отделила город Хоккенхайм от трассы, поэтому была построена новая секция автодрома Motodrom. После гибели Джима Кларка в гонке Формулы-2 в 1968 году, в целях повышения безопасности были добавлены 2 шиканы и защитные барьеры. В 1980 году была добавлена шикана в Ostkurve (восточная кривая), после гибели на этом участке Патрика Депайе. 

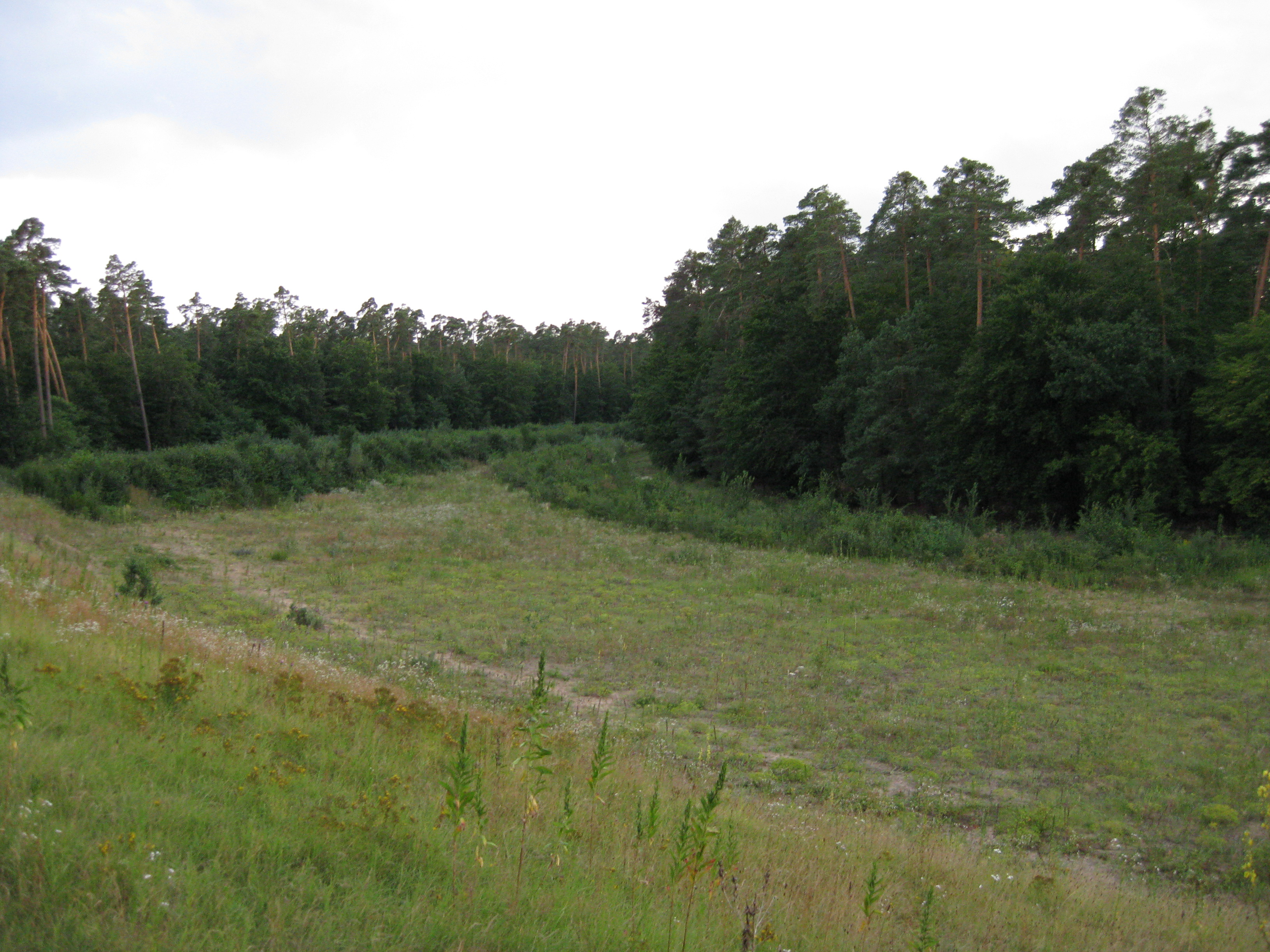
Ostkurve в 2008 году

Эта конфигурация имела большую скоростную секцию, проходящую через лес, по существу, состоящую из четырёх прямых длиной примерно по 1,3 км, разбитых шиканами, и медленную извилистую секцию «стадиона» (так как на ней были установлены трибуны) называемую Motodrom. По средней скорости старый Хоккенхайм был несколько медленнее Монцы, но из-за отсутствия быстрых поворотов имел наименьшую в тогдашней Ф-1 требовательность к прижимной силе. Средняя скорость прохождения автодрома превышала 230 км/ч (на уровне Сильверстоуна, Спа и Сузуки). В квалификационных заездах гонщикам иногда удавалось превысить показатель 240 км/ч, а в 2001 году Хуан Пабло Монтойя установил рекорд: 1:38,117 (ср. скор. 250,4 км/ч, на уровне Монцы).

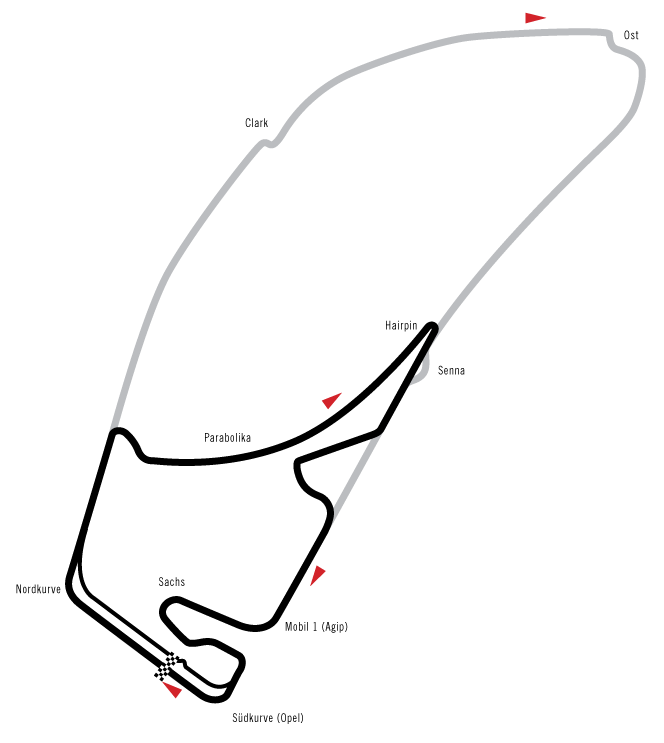
Хоккенхаймринг — версии 1980-х и 2000-х годов

В начале 2000-х годов в FIA потребовали от руководства автодрома сократить почти 7-километровую трассу в целях безопасности, а также в целях повышения зрительского интереса (чем короче трасса, тем больше кругов, и следовательно, тем чаще машины проезжают мимо трибун) — угрожая прекратить проведение на Хоккенхаймринге Гран-при Формулы-1. Власти земли Баден-Вюртемберг произвели финансирование модернизации автодрома под руководством Германа Тильке. Новая версия была готова к Гран-при Германии 2002 года. Трасса потеряла свою уникальную изюминку. Секция стадиона осталась почти без изменений (был только заменено дорожное покрытие и несколько изменён первый поворот Nordkurve). А вот «лесная» секция была просто «обрублена», асфальт с неё снят и засажен новыми деревьями, кроме небольшого участка вблизи Ayrton Senna Kurve.
Однако пока что на длинных прямых только зеленеет трава, зарастать деревьями просеки будут не один десяток лет. После возведения новых трибун автодром вмещает около 120 000 человек.
Новый Хоккенхайм стал более медленным (рекорд средней скорости на круге составляет 224 км/ч) и более требовательным к аэродинамике и шинам.

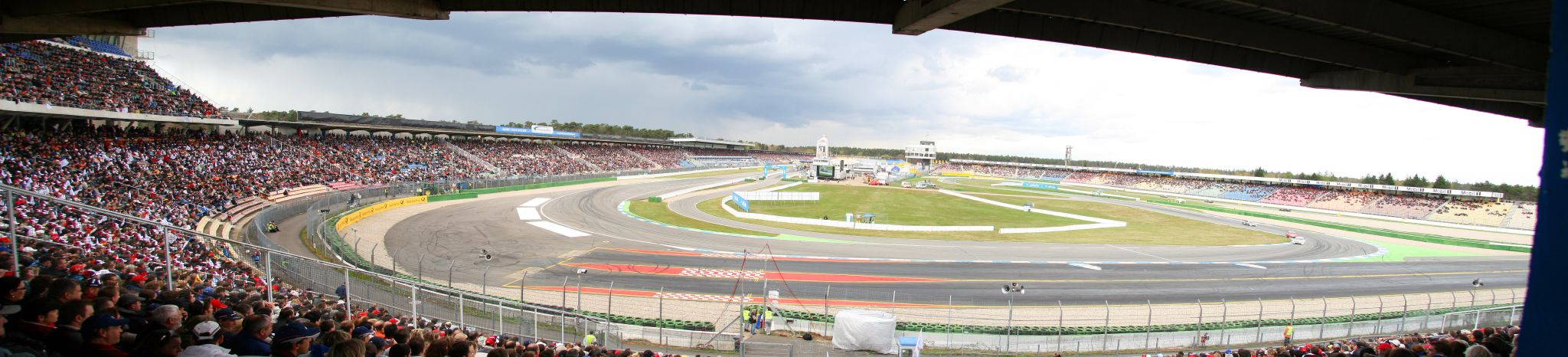
Панорама трассы

## Победители Гран-при Германии на трассе Хоккенхаймринг
# — порядковый номер среди всех Гран-при Германии (проходивших в разные годы на разных трассах), входивших в чемпионат мира Формулы-1.
| Год  | #  | Пилот              | Конструктор      |       |
| ---- | -- | ------------------ | ---------------- | ----- |
| 1970 | 18 | Йохен Риндт        | Lotus-Ford       | Отчёт |
| 1977 | 25 | Ники Лауда         | Ferrari          | Отчёт |
| 1978 | 26 | Марио Андретти     | Lotus-Ford       | Отчёт |
| 1979 | 27 | Ален Джонс         | Williams-Ford    | Отчёт |
| 1980 | 28 | Жак Лаффит         | Ligier-Ford      | Отчёт |
| 1981 | 29 | Нельсон Пике       | Brabham-Ford     | Отчёт |
| 1982 | 30 | Патрик Тамбе       | Ferrari          | Отчёт |
| 1983 | 31 | Рене Арну          | Ferrari          | Отчёт |
| 1984 | 32 | Ален Прост         | McLaren-TAG      | Отчёт |
| 1986 | 34 | Нельсон Пике       | Williams-Honda   | Отчёт |
| 1987 | 35 | Нельсон Пике       | Williams-Honda   | Отчёт |
| 1988 | 36 | Айртон Сенна       | McLaren-Honda    | Отчёт |
| 1989 | 37 | Айртон Сенна       | McLaren-Honda    | Отчёт |
| 1990 | 38 | Айртон Сенна       | McLaren-Honda    | Отчёт |
| 1991 | 39 | Найджел Мэнселл    | Williams-Renault | Отчёт |
| 1992 | 40 | Найджел Мэнселл    | Williams-Renault | Отчёт |
| 1993 | 41 | Ален Прост         | Williams-Renault | Отчёт |
| 1994 | 42 | Герхард Бергер     | Ferrari          | Отчёт |
| 1995 | 43 | Михаэль Шумахер    | Benetton-Renault | Отчёт |
| 1996 | 44 | Деймон Хилл        | Williams-Renault | Отчёт |
| 1997 | 45 | Герхард Бергер     | Benetton-Renault | Отчёт |
| 1998 | 46 | Мика Хаккинен      | McLaren-Mercedes | Отчёт |
| 1999 | 47 | Эдди Ирвайн        | Ferrari          | Отчёт |
| 2000 | 48 | Рубенс Баррикелло  | Ferrari          | Отчёт |
| 2001 | 49 | Ральф Шумахер      | Williams-BMW     | Отчёт |
| 2002 | 50 | Михаэль Шумахер    | Ferrari          | Отчёт |
| 2003 | 51 | Хуан-Пабло Монтойя | Williams-BMW     | Отчёт |
| 2004 | 52 | Михаэль Шумахер    | Ferrari          | Отчёт |
| 2005 | 53 | Фернандо Алонсо    | Renault          | Отчёт |
| 2006 | 54 | Михаэль Шумахер    | Ferrari          | Отчёт |
| 2008 | 55 | Льюис Хэмилтон     | McLaren-Mercedes | Отчёт |
| 2010 | 57 | Фернандо Алонсо    | Ferrari          | Отчёт |
| 2012 | 59 | Фернандо Алонсо    | Ferrari          | Отчёт |
| 2014 | 61 | Нико Росберг       | Mercedes         | Отчёт |
| 2016 | 62 | Льюис Хэмилтон     | Mercedes         | Отчёт |
| 2018 | 63 | Льюис Хэмилтон     | Mercedes         | Отчёт |
| 2019 | 64 | Макс Ферстаппен    | Red Bull-Honda   | Отчёт |